# Mac Greine
Mac Gréine, parfois nommé Cethor, est un roi ou dieu des Tuatha Dé Danann dans la mythologie celtique irlandaise. Il est le fils d'Ogmios ou de Cermait. Avec ses frères Mac Cuill et Mac Cecht, il tue Lug, puis se divisent la gouvernance de l'Irlande. Il meurt tué par Amorgen.

## Mythologie
Il est le frère de Mac Cuill et Mac Cecht, fils de Cermait ou d'Ogmios,. Avec eux, il tue Lug pour venger l’assassinat de leur père qui avait eu une liaison avec la femme du grand dieu. Les trois frères deviennent alors Ard ri Érenn (rois suprêmes d’Irlande) et décident de diviser la gouvernance de l'Irlande entre eux. Ce règne tricéphale dure pendant trois décennies. Ils sont les derniers rois des Tuatha Dé Danann avant l’arrivée des Milesiens sur l’île. Ils tuent Ith qui mène une expédition milésienne et provoquent la colère de Mile qui entreprend la conquête de l'île. Lorsque ceux-ci arrivent en Irlande, les trois rois tentent de les repousser à l'aide d'un stratagème qu'Amorgen déjoue.
Mac Gréine est l'époux d'Ériu, l'incarnation de l'Irlande. Il meurt tué par Amorgen,.

## Symbolisme
Le nom Gréne signifie « fils du Soleil ». Il pourrait être un dieu solaire issu d'un évhémérisme.